# Taiko

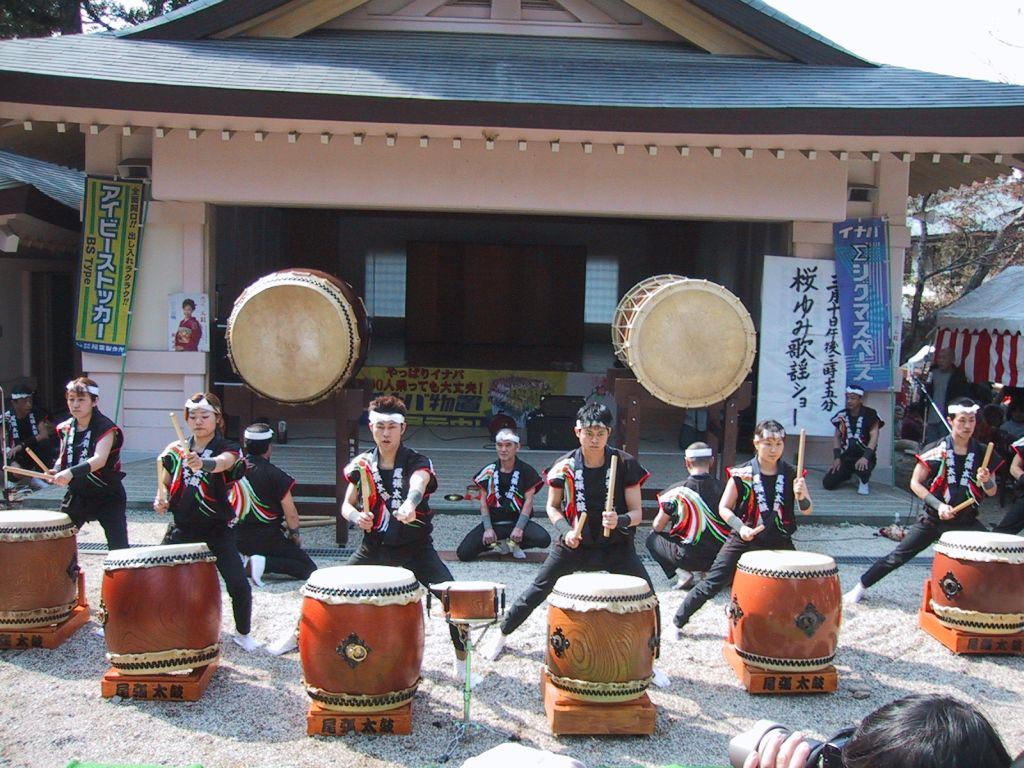
Taiko-Trommler in Aichi (Mai 2004)

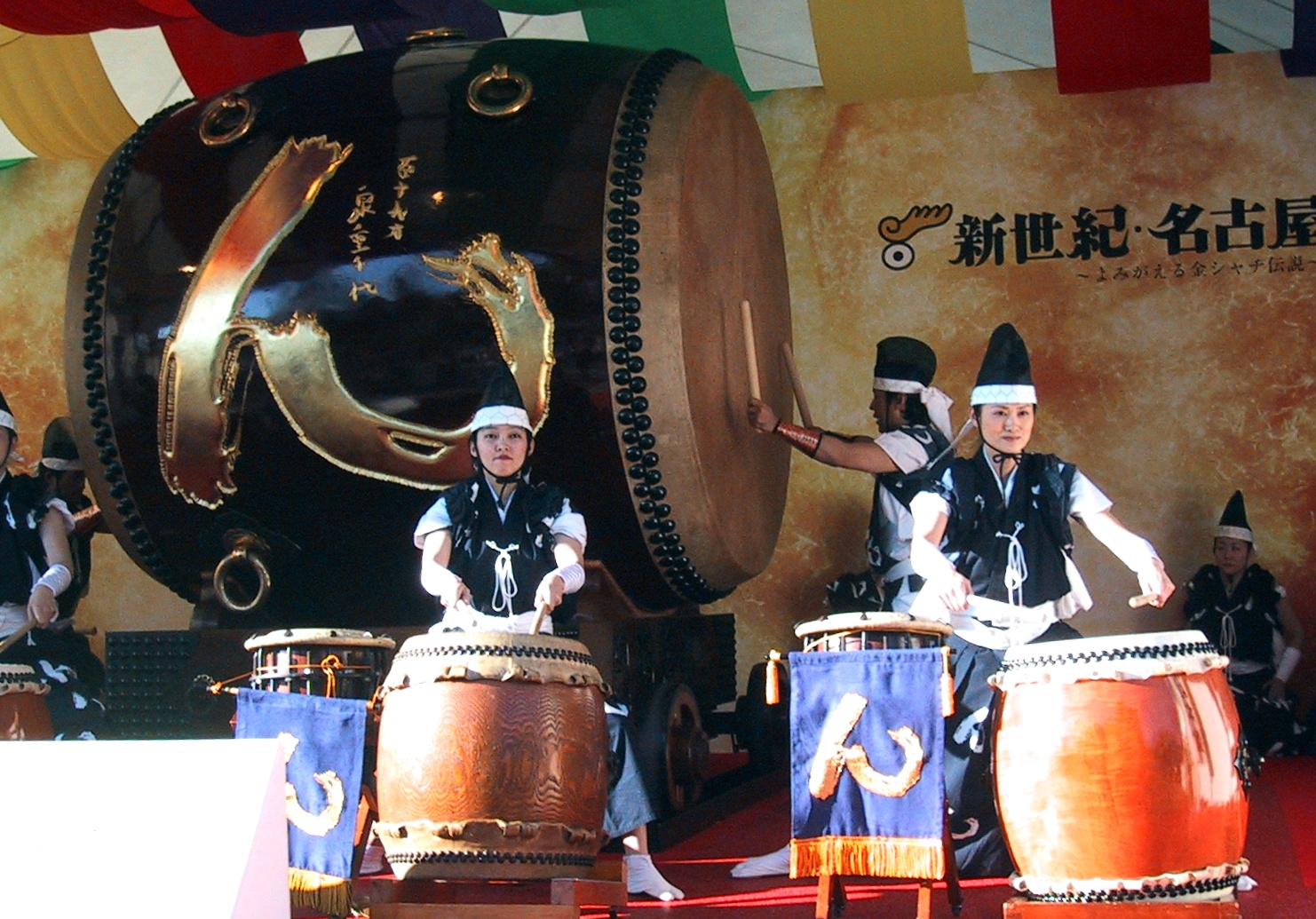
Taiko-Trommler in Nagoya, im Hintergrund eine taiko von 240 cm Durchmesser

Taiko (japanisch 太鼓, deutsch „dicke Trommel“; in Zusammensetzungen auch daiko ausgesprochen) bezeichnet in Japan eine Gruppe von großen, mit Schlägeln geschlagenen Röhrentrommeln und im Westen auch die Spielweise des entsprechenden Trommelensembles.

## Geschichte
Die ältesten Trommeln in der Bauweise der taiko stammen von den Fasstrommeln gu in China. Von dort kam dieser Trommeltyp nach Korea. In der Kofun-Zeit (ca. 300 bis 538 n. Chr.) waren die Bewohner der koreanischen Halbinsel und des japanischen Archipels noch nicht in den heutigen Landesgrenzen voneinander getrennt und im Zuge des damaligen weitreichenden Kulturaustausches kam auch die taiko auf den japanischen Archipel. Sie diente vermutlich zunächst in den schamanischen Ritualen der Vorläufer der Shintō-Religion zum Beschwören von verschiedenen Kami, insbesondere des Sturm- und Lebensgottes Susanoo, der auch das Wetter beherrschte.
Schon in China wurden in den Tempeln häufiger Trommeln als Glocken oder Gongs verwendet, und mit dem Import des Buddhismus (im 4. bis 6. Jahrhundert) folgten auch dessen Instrumente nach Japan. Hier fanden sie Eingang in den Gebrauch der einfachen Bauern und Fischer, die sie als Begleitung für die schwere Feldarbeit, als Signal am Strand oder als Alarmsignal bei Überfällen verwendeten. Auch hier ist ein farbenfroher Gebrauch bei allen Arten von Festlichkeiten zum Teil bis heute tradiert.
Die Samurai erkannten die Wirksamkeit der taiko und ließen die großen Trommeln vor dem Angriff spielen: Dies sollte einerseits den Gegner mental zermürben, andererseits die eigenen Kämpfer in einen Blutrausch versetzen, was schamanisch gesprochen einer ekstatischen Besessenheit entspricht, also den Gott auf der eigenen Seite des Schlachtfeldes erscheinen ließ.
Im Nō-Theater werden Shimedaiko seit dem 14. Jahrhundert verwendet; von dort ist es in die anderen Theaterformen übernommen worden. 
Heutzutage gibt es neben der religiösen Verwendung auch für die Bühne als Kunst weiterentwickelte Formen des Taiko-Trommelns, die sich besonders auch außerhalb Japans einer zunehmenden Beliebtheit erfreuen und dort zu zahlreichen Nachahmern geführt haben. Zu den bekanntesten Taiko-Gruppen zählen Ondekoza, Gocoo, Tao, Yamato, Kodō und Masa Daiko unter Leitung von Masakazu Nishimine.

## Form und Bauweise

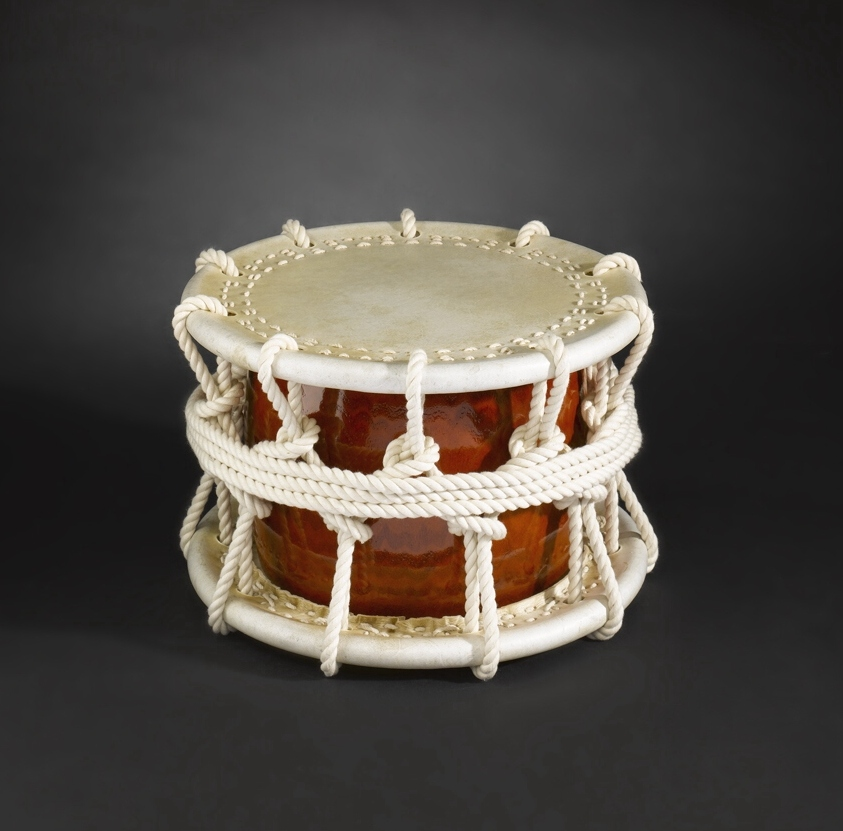
Shimedaiko

Als taiko werden in Japan fassförmige und zylindrische Zeremonialtrommeln bezeichnet, insbesondere meint man damit die fassförmige, aus einem Baumstamm hergestellte miyadaiko (宮太鼓, „Schrein-Trommel“ bzw. nagadō daiko, 長胴太鼓, „Trommel mit länglichem Korpus“ – im Gegensatz zu hiradō daiko 平胴太鼓 „Trommel mit flachem Korpus“ (englisch hiradō taiko drum), deren Korpus wesentlich kürzer als der Felldurchmesser ist). Je nach Größe und Form werden taiko noch weiter unterschieden und unter anderem als sumō daiko (相撲太鼓, ca. 25 cm Durchmesser), shimedaiko (締太鼓; mit Seilen oder Schrauben (Spannbolzen) gespannte kleine, flache und hochgestimmte Trommeln), okedō daiko (桶胴太鼓, „Bottichkorpus-Trommel“, tragbare, mit Seil gespannte Trommeln mit einem wie ein japanischer Bottich aus Dauben zusammengesetztem und daher leichtem Korpus; oft zur Feldarbeit verwendet; Durchmesser 25 – 60 cm), miyadaiko oder ōdaiko (大太鼓; ab 91 cm)  bezeichnet. Der Korpus (胴, dō) einer traditionell gefertigten taiko wird aus einem Stück (das heißt einem einzigen Baumstammabschnitt) herausgearbeitet. Moderne preisgünstige taiko haben einen Korpus, der wie ein Fass aus mehreren Segmenten zusammengesetzt und darüber hinaus verleimt wurde. Die Trommelrohlinge werden heute mittels einer Drehbank außen abgedreht, und so wird die runde Form des Korpus erzielt. Ursprünglich wurde nur das Holz des Kejaki-Baums (Zelkove) zum Bau der Trommeln verwandt, heute werden jedoch teilweise auch Hölzer anderer Ulmengewächse genutzt. Die größte nagadō daiko steht im Festival Forest Art Museum in Takayama, hat einen Durchmesser von 267 cm in der Korpusmitte, 207 cm am Fell und wiegt fast 4 Tonnen. Die Trommel wurde im Jahr 1996 nach dreijähriger Bauzeit fertiggestellt.
Die Trommelfelle aus Pferde- oder Rinderhäuten werden auf zwei verschiedene Weisen mit dem  Trommelkorpus verbunden:
- Beim Nageln werden Nägel mit einem schirmartigen Kopf (鋲 byō) verwendet. Ein Nachstimmen der Trommel durch nachträgliches Spannen des Trommelfells ist also nicht möglich, als einzige Möglichkeit bleibt daher, das Trommelfell neu aufzuziehen.
- Binden: Dabei werden die Felle mit einem Ring vernäht und die beiden Ringe werden mit Seilen wie bei der kleinen Trommel shimedaiko gegeneinander verspannt.

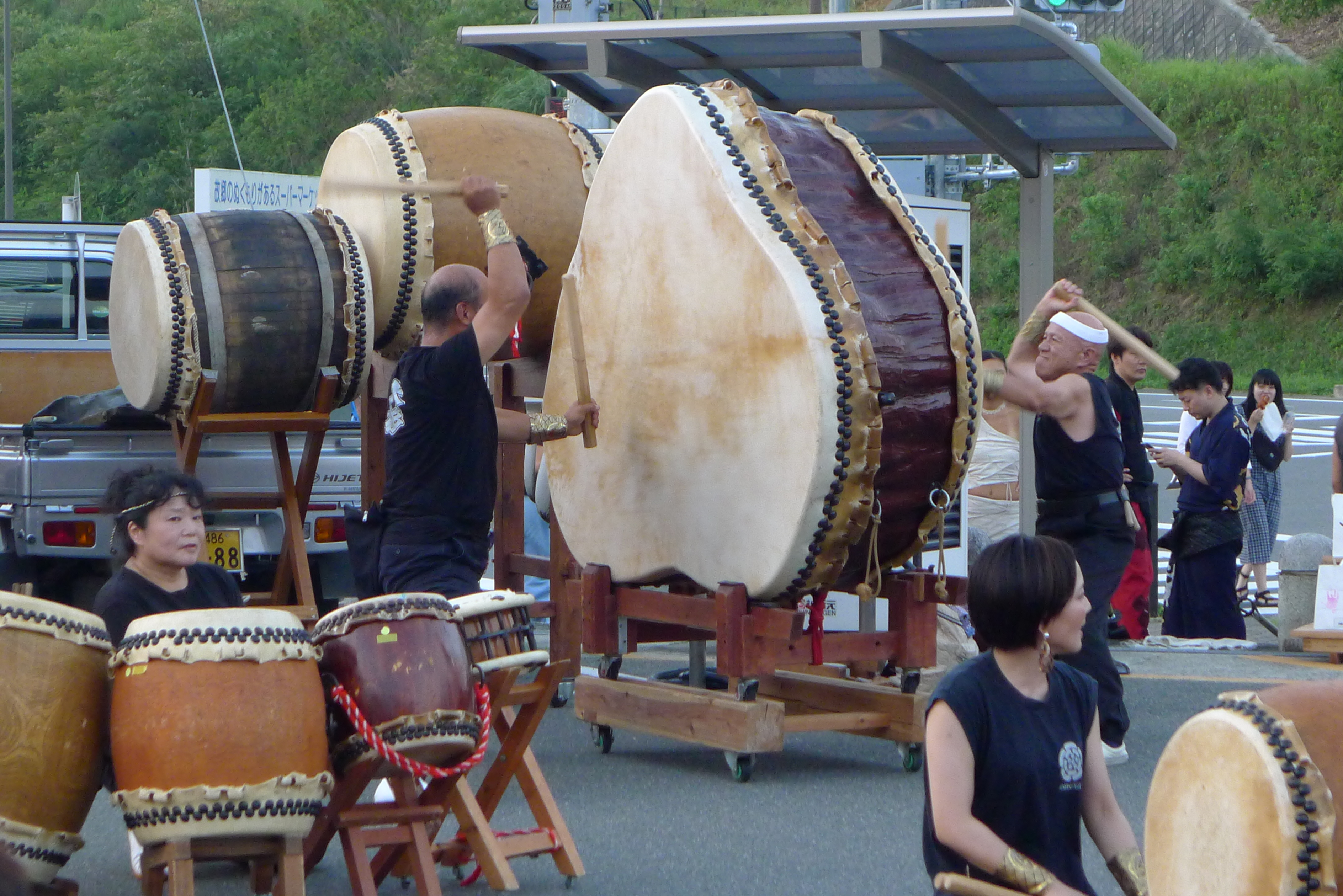
Bildmitte: Zweifellige japanische Rahmentrommel hirado taiko aus einem Daisugi-Stammabschnitt